# Eurovision Choir
Eurovision Choir (voorheen: Eurovision Choir of the Year) is een tweejaarlijkse zangwedstrijd voor koren, georganiseerd door de Europese Radio-unie en Interkultur. Het evenement wordt uitgezonden door de deelnemende omroepen.

## Geschiedenis
Begin 2017 meldde de EBU dat het een nieuw festival zou lanceren. Later werd bekendgemaakt dat het een zangwedstrijd voor amateurkoren zou worden. De eerste editie vond plaats op 22 juli 2017 in Riga, Letland. Deze editie werd gewonnen door Slovenië. Tijdens de tweede editie vonden er al enkele veranderingen plaats, zo introduceerde men de halve finale en finale, waarin enkel de drie beste landen zouden mogen deelnemen. Tien landen namen deel aan deze tweede editie die uiteindelijk gewonnen werd door Denemarken. De editie van 2021 werd afgelast, waarschijnlijk vanwege de coronapandemie. Ook in 2023 en 2025 vonden er geen edities plaats.

## Format
Aan Eurovision Choir nemen zowel amateur- als professionele koren deel, waarbij men ook een gedeelte solo kan optreden. Het koor moet tijdens de voorstelling de cultuur van het land voorstellen.
De wedstrijd bestaat uit een zes minuten durend optreden dat opgevoerd wordt door de koren. Vanaf de tweede editie mag een optreden nog maar 4 minuten duren. Nadien selecteert de jury de drie finalisten. In de finale mogen de landen opnieuw aantreden, ditmaal mag het optreden drie minuten duren. Nadat alle finalisten hebben opgetreden, maakt de jury de top drie bekend.

## Aantal overwinningen en georganiseerde festivals

Aantal overwinningen per land

De regel uit het Eurovisiesongfestival dat het winnende land na een winst het festival het jaar daarop moet organiseren geldt niet voor dit festival. Slovenië en Denemarken hebben beide een editie gewonnen, maar nog nooit het festival georganiseerd.
Landen die het festival georganiseerd hebben en niet in de tabel staan zijn: Letland en Zweden.
| Plaats | Land       | Overwinningen | Organisaties |
| ------ | ---------- | ------------- | ------------ |
| 1      | Denemarken | 1 (2019)      | 0            |
| 1      | Slovenië   | 1 (2017)      | 0            |

## Deelnemende landen
Actieve leden van de EBU mogen deelnemen aan dit evenement. Omdat de Welshe omroep S4C zelf lid is van de EBU en het Verenigd Koninkrijk zelf niet meedoet, kunnen zij onafhankelijk van het Verenigd Koninkrijk een koor afvaardigen. De Schotse omroep BBC Scotland deed hetzelfde in de tweede editie.
| Land        | 2017 | 2019 |
| België      |      |      |
| Denemarken  |      |      |
| Duitsland   |      |      |
| Estland     |      |      |
| Hongarije   |      |      |
| Letland     |      |      |
| Noorwegen   |      |      |
| Oostenrijk  |      |      |
| Schotland   |      |      |
| Slovenië    |      |      |
| Wales       |      |      |
| Zweden      |      |      |
| Zwitserland |      |      |

## Edities
| Jaar | Winnende land | Koor         | Landen | Datum finale    | Locatie        | Plaats           |
| ---- | ------------- | ------------ | ------ | --------------- | -------------- | ---------------- |
| 2017 | Slovenië      | Carmen Manet | 9      | 22 juli 2017    | Arēna Rīga     | Riga             |
| 2019 | Denemarken    | Vocal Line   | 10     | 3 augustus 2019 | Partille Arena | Göteborg         |
| 2023 |               |              |        |                 |                | Vlag van Letland |

## Statistieken
Hieronder de top 3-plaatsen. Landen in het grijs doen niet meer mee.
| Nr. | Land        | 1ste | 2de | 3de | Totaal |
| --- | ----------- | ---- | --- | --- | ------ |
| 1   | Slovenië    | 1    | -   | 1   | 2      |
| 2   | Denemarken  | 1    | -   | -   | 1      |
| 3   | Letland     | -    | 1   | 1   | 2      |
| 4   | Wales       | -    | 1   | -   | 1      |
| 5   | België      | -    | -   | -   | 0      |
| 5   | Duitsland   | -    | -   | -   | 0      |
| 5   | Estland     | -    | -   | -   | 0      |
| 5   | Hongarije   | -    | -   | -   | 0      |
| 5   | Noorwegen   | -    | -   | -   | 0      |
| 5   | Oostenrijk  | -    | -   | -   | 0      |
| 5   | Litouwen    | -    | -   | -   | 0      |
| 5   | Schotland   | -    | -   | -   | 0      |
| 5   | Zweden      | -    | -   | -   | 0      |
| 5   | Zwitserland | -    | -   | -   | 0      |